# Цисе (Малопольське воєводство)
Цисе (пол. Cisie) — село в Польщі, у гміні Ксьонж-Великі Меховського повіту Малопольського воєводства.
Населення — 189 осіб (2011).
У 1975-1998 роках село належало до Келецького воєводства.

## Демографія
Демографічна структура станом на 31 березня 2011 року:
|          | Загалом | Допрацездатний вік | Працездатний вік | Постпрацездатний вік |
| -------- | ------- | ------------------ | ---------------- | -------------------- |
| Чоловіки | 93      | 16                 | 64               | 13                   |
| Жінки    | 96      | 20                 | 47               | 29                   |
| Разом    | 189     | 36                 | 111              | 42                   |